# Rafael Lira
Rafael Durval da Costa Lira, noto semplicemente come Rafael Lira (Recife, 26 dicembre 1982), è un giocatore di calcio a 5 brasiliano naturalizzato azero.

## Carriera
Ottenuta la cittadinanza azera, Lira ha disputato due edizioni del campionato europeo con la Nazionale maschile di calcio a 5 dell'Azerbaigian.